# Taiwan

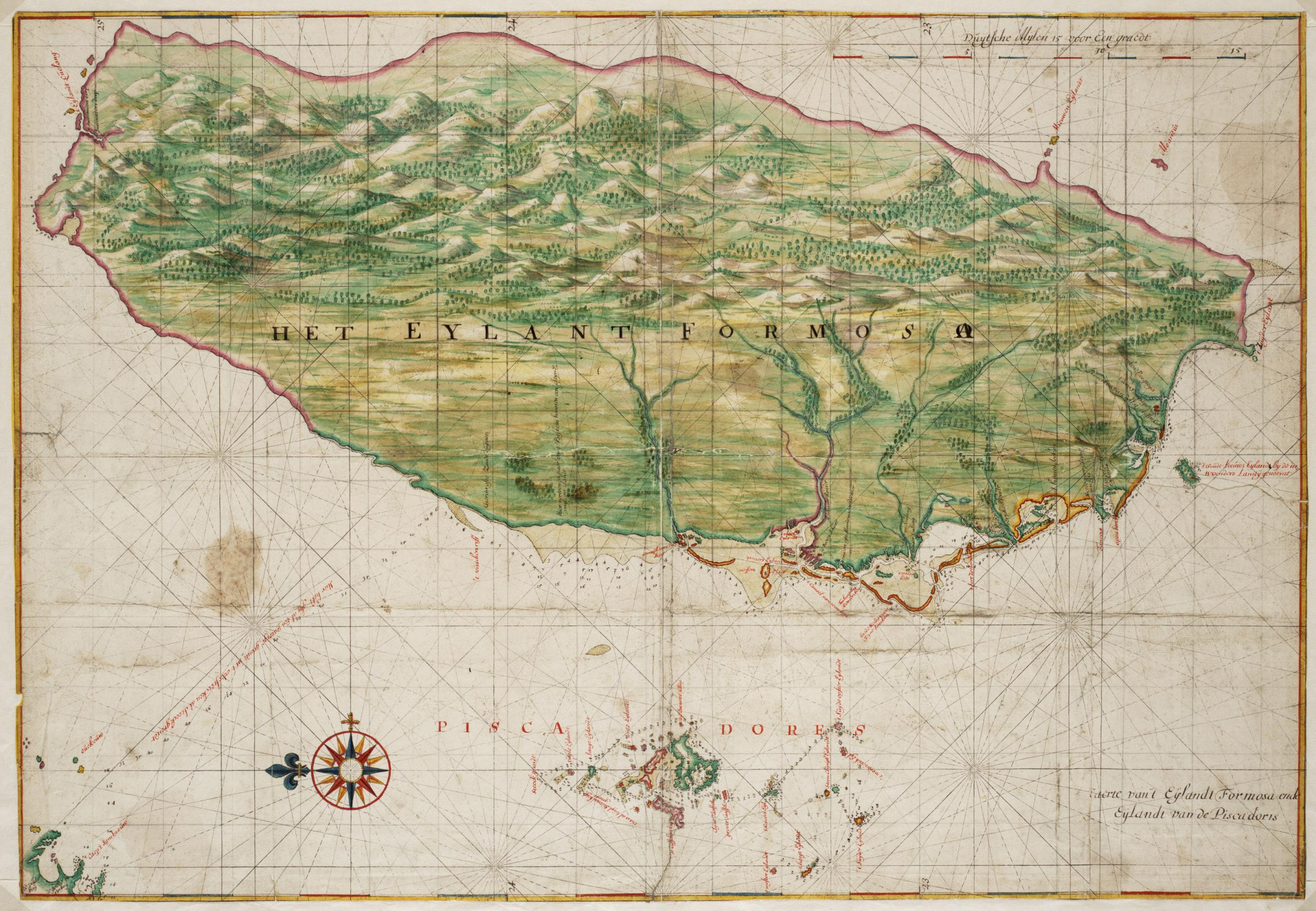
Kaart van Formosa uit ca. 1640 door Johannes Vingboons

De Republiek China (traditioneel Chinees: 中華民國; vereenvoudigd Chinees: 中华民国; pinyin: Zhōnghuá Mínguó), gewoonlijk Taiwan (uitspraak: [tɑɪˈʋɑn]; traditioneel Chinees: 台灣 of 臺灣; vereenvoudigd Chinees: 台湾; pinyin: Táiwān), ook wel Chinees Taipei genoemd, is de facto een onafhankelijke staat in de Oost-Chinese Zee, die echter wegens tegenstand van de Volksrepubliek China door een overgrote meerderheid van landen niet als staat erkend wordt. Taiwan is een eiland ten oosten van het Chinese vasteland, ten zuidwesten van Japan en ten noorden van de Filipijnen. Als politieke entiteit bestaat Taiwan vooral uit het genoemde eiland, maar het heeft ook de eilanden Kinmen, Matsu en Wuqiu onder controle. Die liggen vlak voor de kust van het Chinese vasteland.

## Geschiedenis
Het grondgebied van Taiwan omvat een groot eiland en een groot aantal kleine eilandjes. Taiwan, de gebruikelijke naam voor Republiek China, niet te verwarren met de Volksrepubliek China, is afgeleid van het grootste eiland van het Taiwanese grondgebied. Dit eiland, voorheen ook bekend als Formosa, wordt ook door zijn inwoners Taiwan genoemd. In 1583 voer een Portugees schip langs het eiland, dat destijds door de bewoners Tapanga werd genoemd. De kapitein van het schip noemde het eiland Ilha Formosa (Portugees, prachtig eiland).
In 1624 vestigde de Vereenigde Oostindische Compagnie (VOC) zich op het eiland met een handelspost, omdat dat op het vasteland van China, destijds Cathay genoemd, verboden werd. Het bestuur in Nederlands-Formosa werd gevoerd vanuit Fort Zeelandia in de plaats Tainan. Het eiland werd niet bezet, maar er werd samengewerkt met de plaatselijke dorpshoofden. De VOC organiseerde het onderwijs waardoor de inheemse bevolking gekerstend werd. Er werden suikerplantages aangelegd.
De inheemse bevolking was verwant aan de Filipino's. Door het economische succes van de VOC in de rietsuikerhandel vestigden er zich vanaf 1635 ook steeds meer Chinese migranten. Toen rond 1645 er op het vasteland een burgeroorlog uitbrak waardoor de Ming-dynastie werd verdreven door de Qing-dynastie, trok een groot leger van opstandelingenleider Zheng Chenggong alias Koxinga naar het eiland en ging de strijd aan met de VOC. Met de overgave van Fort Zeelandia in januari 1662 kwam een einde aan de VOC-vestiging op Formosa. Tot 1683 regeerden de nazaten van Koxinga het eiland als het Koninkrijk Tungning. In dat jaar veroverde de Qing-dynastie het eiland en werd het bestuurlijk gezien onderdeel van de Chinese provincie Fujian.
Het eiland werd in 1885 losgemaakt van de provincie Fujian en vormde voortaan een eigen provincie: de provincie Taiwan. In 1895 moest China de gehele provincie Taiwan evenwel afstaan aan de Japanners krachtens het verdrag van Shimonoseki. In Taiwan zelf werd door tegenstanders van het verdrag de Republiek Formosa uitgeroepen, die tot doel had de Japanners te verslaan en opnieuw aan te sluiten bij het Chinese keizerrijk. Doordat hulp vanuit het Chinese vasteland uitbleef, mislukte de opstand en werd Taiwan vijftig jaar lang Japans. Tot het einde van de Tweede Wereldoorlog werd Taiwan internationaal vooral als Formosa aangeduid en was het een Japanse kolonie.
In 1945 moest Japan Taiwan overdragen aan de Republiek China ten gevolge van zijn nederlaag tijdens de Tweede Chinees-Japanse Oorlog. Op 28 februari 1947 brak er grote onrust uit in Taiwan nadat een burger was neergeschoten. De protesten die volgden gingen door tot in maart, maar werden hardhandig neergeslagen nadat troepen vanuit China aankwamen in Taiwan die de onrust moesten stoppen. Zo'n 28.000 Taiwanezen werden vermoord, het wordt nu herdacht als het 228 incident. Vlak na de Tweede Wereldoorlog werd de nationalistische Chinese regering, onder leiding van Chiang Kai-shek, bestreden door de Chinese communisten, onder leiding van Mao Zedong. Tijdens de Tweede Wereldoorlog vochten beide partijen tegen de Japanners, maar na de oorlog streden ze weer tegen elkaar. In 1949 verdreven de communisten hun tegenstanders van het vasteland van China naar Taiwan. Toen werd China een communistische Volksrepubliek. Taiwan bleef echter in handen van de Republiek China. Na de terugtrekking van Chiang Kai-shek en zijn troepen kwam er een staat van beleg en stichtte de Kwomintang, afgekort KMT, een militaire dictatuur. De staat van beleg duurde tot 1987 en was een van de langste ter wereld. Er werden tijdens die tijd (die de Witte Terreur wordt genoemd) zo'n 200.000 mensen gevangen gezet en nog zo'n 10.000 vermoord. In 1996 werden de eerste presidentiële verkiezingen gehouden.
Taiwan wordt door de communistische Volksrepubliek China niet erkend als onafhankelijk land en de communistische regering ziet Taiwan als een provincie van de Volksrepubliek China. Onder zware diplomatieke en vaak ook economische druk van de Volksrepubliek hebben meer en meer landen hun diplomatieke betrekkingen met Taiwan moeten opzeggen, het meest recent Nicaragua. Op basis van het één-China-principe staat de regering van de Volksrepubliek China niet toe dat landen tegelijkertijd betrekkingen onderhouden met de Volksrepubliek en Taiwan.
Taiwan wordt door de meerderheid van de internationale gemeenschap officieel niet erkend, maar het merendeel van de staten in de wereld onderhoudt wel aparte economische en culturele relaties met het eiland, veelal via zogenaamde gezantschappen. Echter, twaalf landen (elf leden van de VN en Vaticaanstad) hebben Taiwan wel officieel erkend als enige legitieme regering van het eiland. Als gevolg hiervan hebben deze landen geen officiële relaties met de communistische Volksrepubliek China, het Chinese vasteland. Vaticaanstad is de bekendste diplomatieke bondgenoot van Taiwan. De twaalf landen zijn de volgende:
- Belize
- Guatemala
- Haïti
- Marshalleilanden
- Palau
- Paraguay
- Saint Kitts en Nevis
- Saint Lucia
- Saint Vincent en de Grenadines
- Swaziland
- Tuvalu
- Vaticaanstad

Honduras heeft de erkenning op 26 maart 2023 opgezegd. Nauru volgde Honduras op 15 januari 2024.
Formeel hadden de regeringen van de Volksrepubliek en van Taiwan decennialang geen contact. Overleg ging langs de weg van private organisaties en later op ambtelijk niveau. Pas op 11 februari 2014 had de Taiwanese minister voor het vasteland, Wang Yu-chi, een ontmoeting met Zhang Zhijun, de Chinese vice-minister van buitenlandse zaken en verantwoordelijk voor Taiwanese zaken; de eerste ontmoeting tussen regeringsvertegenwoordigers in 65 jaar.

## Geografische informatie

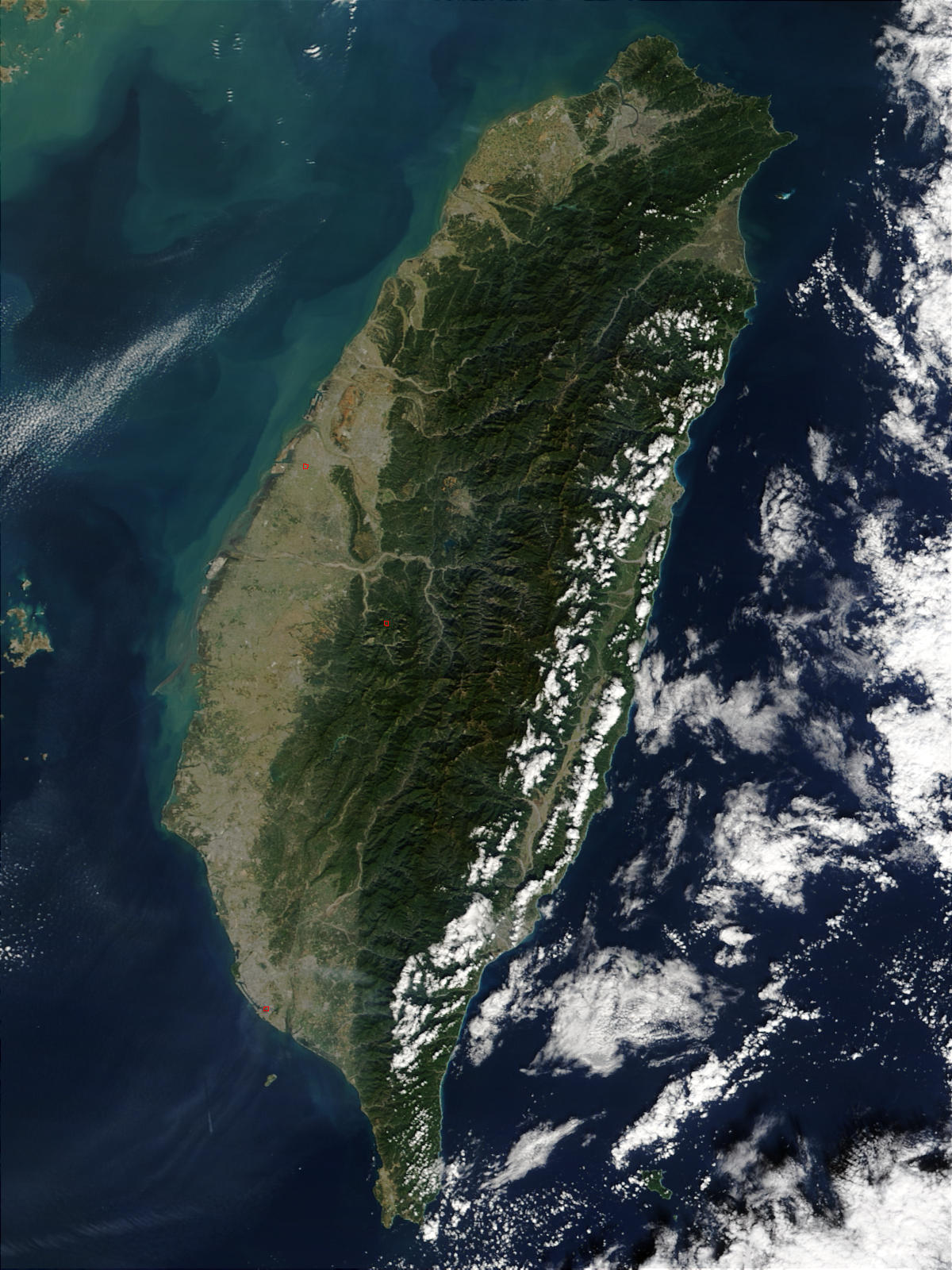
Taiwan

Het eiland ligt op de grens van de Filipijnse Plaat en de Euraziatische Plaat. De laatste schuift hier onder de Filipijnse Plaat. Het eiland telt jaarlijks vele duizenden aardbevingen, deze zijn meestal klein en worden niet gevoeld. De laatste grote aardbeving was op 21 september 1999. Deze beving had een kracht van 7,3 op de schaal van Richter en hierbij kwamen 2400 mensen om. In februari 2016 was er ook een beving bij Kaohsiung waarbij ruim honderd mensen omkwamen. Er zijn ook vulkanen⁣, maar deze zijn nauwelijks actief.
Het landoppervlak is circa 36.200 km² groot; iets groter dan België en Luxemburg samen. Van noord naar zuid is de afstand zo'n 400 kilometer en van oost naar west is het hoofdeiland 145 kilometer op zijn breedst. Van noord naar zuid ligt een grote bergrug waarvan de hoogste toppen tot bijna 4000 meter reiken. Naar het westen dalen de bergen en eindigen in een laagvlakte die geschikt is voor de landbouw. Hier liggen ook de meeste steden en zijn de economische activiteiten geconcentreerd. Naar het oosten gaan de bergen steiler naar beneden en eindigen abrupt in de Grote Oceaan. Vanwege het bergachtige karakter is 58% van het land bedekt met bos. Zo'n 20% van het land is geschikt voor agrarische doeleinden.

### Eilanden
In het noordwesten wordt het eiland begrensd door de Oost-Chinese Zee, in het zuidwesten door de Zuid-Chinese Zee. Taiwan bestaat uit het hoofdeiland met de hoofdstad Taipei en enkele kleine eilandjes. Deze eilandjes maken minder dan 1% van het totale oppervlakte van het land uit. De internationale luchthaven ligt in Taoyuan, vlak bij Taipei. Alle belangrijkste steden en dorpen liggen op het hoofdeiland, op een na.
Van de andere eilanden liggen er
- zes aan de westkant (waaronder Jibei Dao, Pescadores, Xiji Yu, Qimei Yu en Liuqiu Xuu),
- drie aan de oostkant (Guishan Dao, Lü Dao (groen eiland) en Lan Yu (eiland der orchideeën)).

Het grootste eiland (meer een eilandengroep) aan de westkant is Pescadores (Portugees, vissers), met de enige stad niet op het hoofdeiland, Magong. Het grootste eiland aan de oostkant is Lan Yu.
- Matsu en Kinmen (Quemoy) liggen veel dichter bij de Volksrepubliek China. Tussen Matsu en Quemoy ligt Wuciou.

### Zeestraten
Taiwan ligt aan vier zeestraten / baaien / binnenzeeën:
- De Straat van Taiwan (tussen de Oost-Chinese Zee en de Zuid-Chinese Zee),
- Penghu Shuidao (tussen het hoofdeiland en de 6 westelijke eilanden),
- Nian Wan (een kleine baai aan de piek van het zuiden, daar zijn 2 baaien (waaronder Oluan Pi), tussen die twee kapen ligt de baai),
- de Straat Luzon (ten zuiden van Nan Wan).

Ten oosten van Taiwan ligt de enige oceaan die aan Taiwan grenst, de Grote (of Stille Oceaan). Op het hoofdeiland liggen ook de enige belangrijke autowegen, de vijf bekendste Taiwanese bergen en de internationale luchthaven.

### Rivieren
Vanwege de vele neerslag telt het land veel rivieren. De meeste beginnen in het Centraal gebergte. De rivieren zijn niet geschikt voor de scheepvaart, maar spelen wel een rol bij de elektriciteitsvoorziening van het land.
Belangrijke rivieren zijn:
- Danshui, loopt door Taipei (of Taibei), Xinzhuang en het district Taibei;
- Han, loopt door Han;
- Dajia, ontspringt op de Nanhuda Shan (met 3598 meter de op drie na hoogste berg van het eiland) en loopt door Dongshi en Dajia;
- Choshui, loopt door Xiluo;
- Hualian, loopt door Hualian;
- Cengwen, loopt door Madou.

### Bergen
In het oosten van het eiland ligt het Centraal gebergte. De bergketen ligt langs bijna de gehele oostkust van het eiland en is zo'n 350 kilometer lang en 80 kilometer breed. Hier liggen ook de hoogste bergen. Het is zwaar bebost en relatief onbewoond gebied.
De vijf hoogste en bekendste bergen van Taiwan:
1. Yu Shan, 3952 m, ten oosten van Jiayi;
2. Xue Shan, 3931 m, ten zuidoosten van Miaoli;
3. Guan Shan, 3715 m, ten oosten van Xuejie;
4. Nanhua Shan, 3598 m, ten zuidoosten van Miaoli, hier is de bron van de Dajia;
5. Qinxing Shan, 1120 m, ten oosten van Danshui.

### Kapen
De vier grootste kapen van Taiwan:
- Fugui Jiao (noorden);
- Santiao Jiao (noordoosten);
- Sahnsient'ai (oosten);
- Oluan Pi (zuidoosten).

### Nationale parken

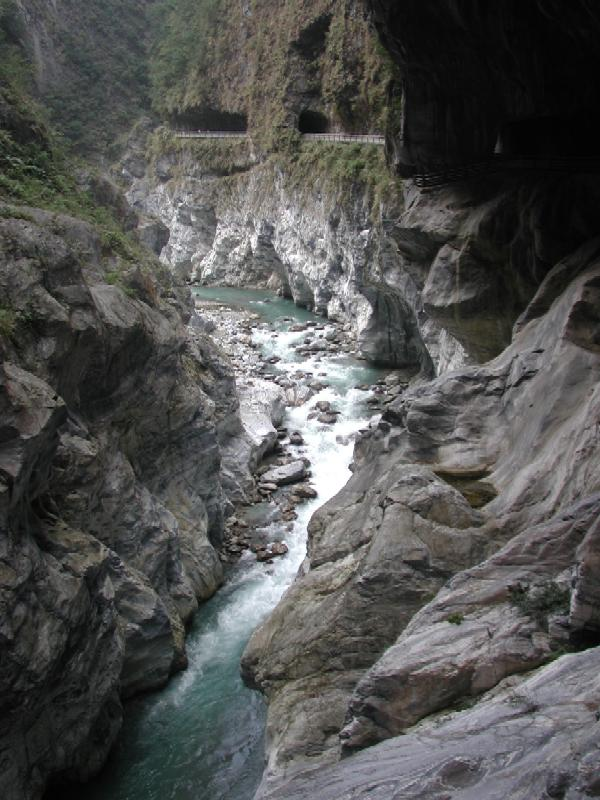
Tunnel van 9 bochten in de Tarokokloof

Het land kent negen nationale parken. Een van de bekendste is Taroko National Park, vernoemd naar de Tarokokloof. De naam Taroko betekent mooi en vol schoonheid. Volgens overlevering zou lang geleden een stamlid van het lokale Truku-volk naar het einde van de kloof zijn gelopen en bij het zien van de schoonheid van de Stille Oceaan zou hij Taroko geroepen hebben. De kloof en directe omgeving staan bekend als een bijna onuitputtelijke bron van marmer welke in de loop van miljoenen jaren is ontstaan door de druk van de tektonische bewegingen van de Euraziatische Plaat en de Filipijnse Plaat. Sedimenten op de bodem van de zee werden eerst samengedrukt tot kalksteen en vervolgens verder samengedrukt tot marmer. In de loop der tijd werd de zeebodem naar boven gedrukt en ontstond het eiland. Nog steeds stijgt het eiland 0,5 cm per jaar. De kloof is vervolgens ontstaan door erosie door de Liwu-rivier. Behalve het marmer staat ook de Berg van Jade in het park. De jade die hier wordt gedolven komt alleen op Taiwan voor.

## Klimaat
Het eiland ligt ter hoogte van de Kreeftskeerkring. Het klimaat is tropisch en de gemiddelde jaartemperatuur ligt rond de 22 °C. In het noorden valt de meeste regen tussen januari en maart, als gevolg van de noordoostmoesson. In Taipei viel tussen 2003 en 2012 gemiddeld zo’n 2400 mm neerslag per jaar, dat is ongeveer driemaal meer dan in Nederland. Gedurende de zomer, die duurt van juni tot en met september, zijn de temperaturen en luchtvochtigheid hoog. In het midden en zuiden van het eiland is de invloed van de moesson minder. Tussen juli en oktober komen over het hele eiland cyclonen voor. Er valt, met uitzondering van hoog in de bergen, geen sneeuw.

## Politiek en bestuur

### Politiek
Taiwan heeft een semipresidentieel systeem. De president wordt elke vier jaar direct door het volk verkozen. Het parlement van Taiwan is de Wetgevende Yuan en wordt elke vier jaar direct door het volk verkozen. De uitvoerende macht is de Uitvoerende yuan, die wordt geleid door de minister-president. De premier wordt aangewezen door de president, de president wijst ook de andere ministers aan op advies van de premier.
De grootste partijen in Taiwan zijn de Kwomintang (KMT) en de Democratische Progressieve Partij (DPP). De eerste presidentiële verkiezing was in 1996 en in 2000 kwam er voor het eerst een president die niet van de KMT afkomstig was. Naast de KMT en DPP heb je nog kleiner partijen zoals de New Power Party (NPP), Taiwanese Staatsbouw Partij (TSP) en de Taiwanese Volkspartij (TPP).
De president van Taiwan is sinds 2024 Lai Ching-te van de DPP. Hij was eerder al premier en vicepresident onder zijn voorganger Tsai Ing-wen. Net als zij voert Lai Ching-te een meer onafhankelijke koers ten opzichte van China.

### Bestuurlijke indeling
Doordat Taiwan formeel nog bestaat (de grondwetswijziging die vereist is om afstand te doen van het gezag over het gehele China, is voor China niet acceptabel), claimt het (formeel) gezag over het hele vasteland van China en ook over delen van onder meer Rusland, Mongolië en Afghanistan. Taiwan zelf is dus formeel nog een provincie van het ondeelbare China. Het werkelijk onder gezag van Taiwan staande gebied is als volgt verdeeld:
- de speciale gemeente Taipei;
- de speciale gemeente Kaohsiung;
- de speciale gemeente Nieuw Taipei;
- de speciale gemeente Taichung;
- de speciale gemeente Taoyuan;
- de speciale gemeente Tainan;
- de provincie Taiwan (verder ingedeeld in elf districten en drie provinciale steden);
- de provincie Fujian (verder ingedeeld in twee districten).

De provincie Fujian omvat enkele eilanden vlak voor de kust van het vasteland van China; de provincie Taiwan omvat het hoofdeiland (minus de zes grootste steden) en de Penghu-eilanden. In 2018 zijn de provinciale besturen officieel afgeschaft.
De zes direct-bestuurde steden zijn verder ingedeeld in stadsdistricten, dorpen en wijken. De provincies zijn ingedeeld in districten en provinciale steden met de status van district. De provinciale steden zijn verder ingedeeld in stadsdistricten, dorpen en wijken. De districten zijn verder ingedeeld in enerzijds districts-bestuurde steden (verder ingedeeld in dorpen en wijken) en anderzijds stedelijke en landelijke plaatsen, die weer zijn ingedeeld in dorpen en steden.

## Bevolking

Bevolkingsdichtheid per regio (situatie per eind 2011)

De oorspronkelijke bewoners van Taiwan zijn verschillende Austronesische stammen. Deze inheemse bevolking is niet verwant aan de Chinezen, maar het meest aan de bevolking van de Filipijnen en andere eilanden in die buurt.
De eerste buitenlandse claim op het territorium was die van de Nederlanders. Zo'n 30 jaar stond het land onder Nederlands bestuur vanuit het nog immer bestaande Fort Zeelandia in de stad Anping (Tainan). Nadat de Chinese opstandige generaal Koxinga (Zheng Chenggong) midden 17e eeuw de Nederlanders van het eiland had verdreven om zich daar zelf buiten het bereik van de Chinese keizer te vestigen, kwamen Chinese immigranten van het vasteland, vooral vanuit Fujian. Een andere grote bevolkingsgroep zijn de Hakka. Aanvankelijk werd alleen mannen toegestaan naar Taiwan te emigreren, waarop veel mannen na aankomst met een Aboriginal trouwden. Zo assimileerde het merendeel van de oorspronkelijke bevolking met de latere immigranten.
De laatste grote immigratiegolf was in 1949, toen zo'n 700.000 representanten van de Chinese elite alsmede zo'n 800.000 militairen van het nationalistische leger onder leiding van Chiang Kai-shek op de vlucht voor het communistische leger van Mao Zedong naar Taiwan kwamen. Zij vormden 20% van de indertijd kleine bevolking, maar beheersten het politieke en economische speelveld volkomen. Deze vastelanders worden nog steeds waishengren genoemd, mensen uit andere provincies. Samen met de Hakka, de Minnan en de Austronesische bevolking vormen ze een van de vier grote groepen op Taiwan.
In 2020 telde het land 23,56 miljoen inwoners, er zijn iets meer vrouwen dan mannen. In 1981 waren er 18,2 miljoen inwoners, maar er waren toen nog 9% meer mannen dan vrouwen. De jaarlijkse bevolkingsaanwas is laag, in de laatste vijf jaar tot 2012 was dit gemiddeld zo’n 0,3% en is vooral toe te schrijven aan het lage aantal geboorten. In 2020 is de bevolking voor het eerst gedaald en in 2021 is dit ook het geval. Het land vergrijst en de mediaanleeftijd is gestegen van 24,0 jaar in 1982 tot 38,4 jaar in 2012. De basis van de bevolkingspiramide is sinds 1981 versmald, het aantal inwoners tussen 0 en 14 jaar is gedaald van 31,6% naar 12,6% van het totaal terwijl het aandeel van 65 jaar en ouder bijna is verviervoudigd van 4,4% naar 16,1% in 2020. Het land is dichtbevolkt met 651 personen/km² in 2020. Voor mannen is de gemiddelde levensverwachting 78,1 jaar en voor vrouwen 84,8 jaar (in 2020).

### Steden

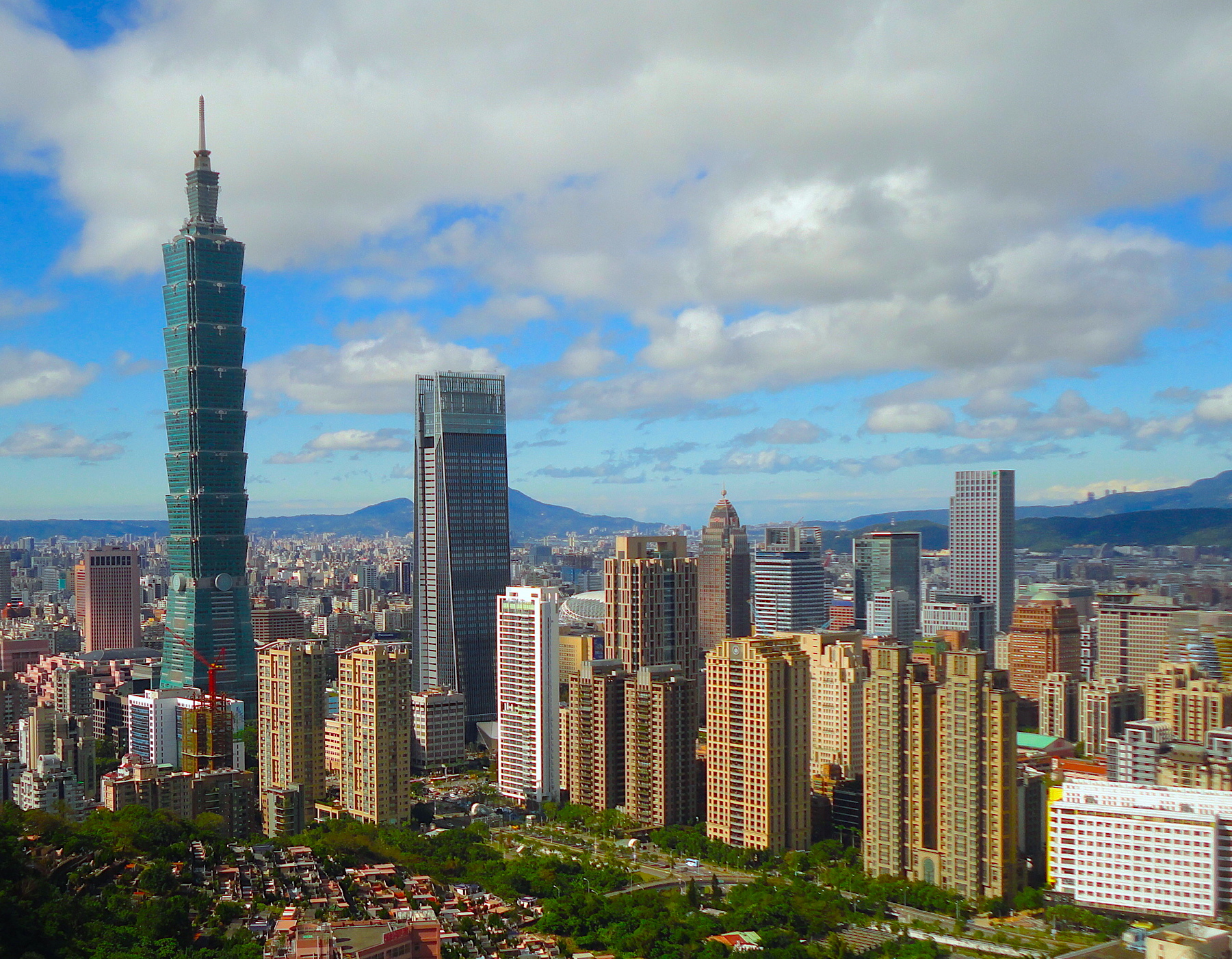
Taipei

Bijna driekwart van de bevolking woont in grote steden met meer dan 150.000 inwoners. In 2012 was dit 72,7% en nog eens 23,1% leefde in plaatsen met 20.000 tot 150.000 inwoners. In 1983 leefde ook al 95% van de inwoners in plaatsen met meer dan 20.000 inwoners.
De steden met meer dan 100.000 inwoners zijn de hoofdstad Taipei, Kaohsiung, Xindian, Xinzhuang, Taoyaun, Hsinchu, Hualian, Taichung, Zhanghua, Jiayi, Tainan, Pingdong en Taitung.
Enkele steden met tussen 25.000 en 100.000 inwoners: Danshui, Han, Luodong, Zhutung, Zhunan, Miaoli, Dongshi, Buli, Nantou, Yuanlin, Lugang, Xiluo, Douliu, Huwei, Beigang, Qishan, Kangshan, Magong (op het eiland Pescadores).
Enkele steden en dorpen met minder dan 25.000 inwoners:

Dajia, Fengyuan, Xihu, Erlin, Dounan, Pozi, Xuejia, Madou, Jiali, Xinhua.

## Religie
Uit de overheidsstatistieken van 2009 bleek dat het hele eiland Taiwan 14.993 religieuze gebouwen telt op een bevolking van 23 miljoen inwoners, oftewel één religieus gebouw per 1500 inwoners. De meerderheid van de religieuze gebouwen zijn taoïstische tempels met een aantal van 9202 (78,4% van het totale aantal religieuze gebouwen). Verder zijn er 2291 boeddhistische tempels (19,5%) en op de derde plaats de I Kuan Taotempels (1,7%). Voor wat betreft de kerken zijn er drie keer zo veel protestantse dan rooms-katholieke kerken. De kerken staan vooral in Taipei, Hualien en Taitung.
De meeste religieuze gebouwen staan in Tainan (1245). Op de tweede en derde plaats staan Kaohsiung (1142) en Pingtung (1068). Het merendeel van de religieuze gebouwen in deze drie steden zijn taoïstisch en boeddhistisch.

## Taal
De officiële taal van Taiwan is Mandarijn, op Taiwan Guoyu (landstaal) genoemd. Voordat de KMT naar Taiwan kwam, werd er op Taiwan voornamelijk Japans en Taiwanees (Minnanyu) gesproken; deze Chinese taal is afkomstig van de provincie Fujian, waar de taal Minnanyu wordt genoemd. De KMT'ers kwamen van het vasteland en verstonden geen Taiwanees, en bepaalden dat de officiële taal voortaan Mandarijn zou zijn. Tegenwoordig beheerst vrijwel iedereen op Taiwan Mandarijn, hoewel een meerderheid Taiwanees als moedertaal spreekt.
Naast Mandarijn en Taiwanees wordt op de eilandengroep ook Taiwan-Hakka gesproken. Daarbij wordt door kleine minderheden van Aboriginals nog een tiental talen uit de Austronesische taalfamilie gesproken. Tot 2004 werden de Austronesische talen van Taiwan Formosaanse talen (een tak binnen de Austronesische talen) genoemd (met uitzondering van het Yami), maar tegenwoordig bestaat die familie niet langer uit 23, maar uit twee talen. De andere 21 talen hebben, per groepjes van één à vijf, een status gekregen van aparte tak binnen de Austronesische talen. Het Yami is dus een Malayo-Polynesische taal. Het is de enige taal in Taiwan van die familie, en ze wordt door 3000 mensen gesproken in een kleine eilandengroep tussen Taiwan en de Filipijnen. Bijgevolg gaat het om een Noordelijke Filipijnse taal.
De transcriptie (romanisatie) van het Guoyu is al tijden een probleem. Het Chinese vasteland gebruikt sinds de jaren vijftig Hanyu pinyin (zo wordt Peking tegenwoordig geschreven als Beijing en Kuomintang als Guomindang). Taiwan hield echter vast aan het oude Wade-Giles-transcriptiesysteem, dat voorheen ook op het vasteland werd gebruikt. Omdat het Wade-Giles-systeem belangrijke beperkingen had, vooral met betrekking tot de tonen en de geaspireerde klanken, werd gezocht naar een alternatief. De Kuomintang verkoos Hanyu pinyin, de Democratische Volkspartij verkoos een eigen systeem, tongyong pinyin. Na de verkiezingsoverwinning van de Kuomintang in 2008 werd Hanyu pinyin in 2009 het enige officiële systeem in Taiwan.
De officiële transcriptie van het Chinees is nu dus Hanyu pinyin, net als op het vasteland van China. Anders dan op het vasteland kiezen de Taiwanezen de transcriptie van hun naam echter zelf: daarom staan de meeste Taiwanezen bekend onder hun naam in Wade-Giles. Dat geldt ook voor Kuomintang-politici zoals Ma Ying-jeou (i.p.v. Ma Yingjiu). Plaatsnamen zijn vaak in pinyin (bijvoorbeeld Zhubei), maar de belangrijkste steden zijn vaak nog in Wade-Giles (bijvoorbeeld Taipei, i.p.v. Taibei). Omdat maar weinig mensen weten hoe beide systemen precies werken, is er vaak een wirwar aan verschillende transcripties voor dezelfde plaats.
Taiwan heeft ook een eigen alfabet: zhuyin, ook wel bopomofo genoemd, naar de eerste vier letters van dit alfabet. Met dit transscriptiesysteem, dat voorheen ook op het vasteland werd gebruikt, leren kinderen op school lezen en schrijven. Op het vasteland wordt hiervoor ook pinyin gebruikt. Om deze reden kennen alle Chinezen op het vasteland pinyin, terwijl de meeste Taiwanezen niet alleen niet weten hoe pinyin werkt, maar ook niet weten hoe Wade-Giles werkt.

## Economie
De moderne economische geschiedenis van Taiwan begon in 1895 toen het eiland onder Japanse controle kwam. De Japanners troffen een hoofdzakelijk agrarische samenleving aan met rijst en suikerriet als de belangrijkste landbouwgewassen. Door de invoering van het kadaster werden de eigendomsverhoudingen van de grond vastgelegd. Verder werd geïnvesteerd in de opleiding van boeren en nieuwe landbouwtechnieken geïntroduceerd waardoor de productie en de inkomsten van de boeren sterk stegen. Tussen 1905 en 1909 was de productiviteit per hectare ongeveer de helft in vergelijking met Japan, maar in 1935-1939 was dit gestegen naar 80%. In de jaren dertig kwam de industrie in opkomst voor het leveren van grondstoffen en materialen voor de Japanse oorlogsindustrie. Verder werden fabrieken gebouwd om in de eigen Taiwanese behoefte te voorzien en het land ging de importsubstitutiefase in van economische ontwikkeling die tot de jaren zestig van de 20e eeuw duurde.
Na de oorlog vluchtten veel Chinezen van het vasteland naar Taiwan. Zij namen de regering over en het bestuur van de voormalige Japanse fabrieken. De regering initieerde succesvolle landbouwhervormingen om het agrarische surplus te vergroten. De combinatie van de aanwezige industriële basis, bescherming van binnenlandse producenten door importtarieven en Amerikaanse hulp leidde tot een sterke groei van de industriële productie. In de jaren zestig waren de binnenlandse groeimogelijkheden beperkt en het beleid richtte zich in deze tijd op exportgroei. Tussen 1982 en 1987 groeide de economie van Taiwan zeer snel, met 10,2% gemiddeld per jaar. Tussen 1952 en 1988 steeg het bruto nationaal product per hoofd van $ 48 naar $ 6000 en het aandeel van industriële goederen in de totale export van 8% naar 94%. Direct na de oorlog was Japan de belangrijkste handelspartner. Na 1967 waren dit de Verenigde Staten, maar tegenwoordig is de handel met de Volksrepubliek China zeer groot.

### Halfgeleiderindustrie
Taiwan speelt een grote rol op het gebied van de wereldwijde halfgeleiderproductie. Het bedrijf TSMC produceert geïntegreerde schakelingen en is een factor van geopolitiek belang geworden.

### Transport
Op ongeveer een uur westelijk van Taipei, bij Taoyuan, ligt de internationale luchthaven Taiwan Taoyuan International Airport. Dit is de grootste luchthaven van het land. In juli 2008 vond na 60 jaar de eerste directe vlucht plaats tussen Taiwan en de Volksrepubliek China. Per jaar vlogen zo’n 4 miljoen mensen tussen beide landen, bijna allemaal met een tussenstop in bijvoorbeeld Hongkong, maar nu kan dit direct.
Voor het scheepvaartverkeer zijn de havens van Kaohsiung en Keelung van groot belang. De haven van Kaohsiung verwerkt de meeste lading en ligt aan de zuidwestkust van het eiland. Ze behoort tot de top tien van ’s werelds grootste containerhavens en rondom de haven ligt veel industrie. Keeling ligt in het noorden op zo’n 40 kilometer ten oosten van Taipei. Het is de op een na grootste haven van het land en hier staat het hoofdkantoor van Yang Ming Marine Transport Corporation, in februari 2023 de negende containerrederij ter wereld gemeten naar containerplaatsen op schepen. Het spoornetwerk is vanaf 2007 uitgebreid met een hogesnelheidslijn. De lijn van Taiwan High Speed Rail is circa 335 kilometer lang en loopt langs de westkust van Taipei naar Kaohsiung. Na de opening is het binnenlandse luchtverkeer gehalveerd, omdat veel passagiers de voorkeur geven aan de trein.

### Energie
Taiwan is arm aan natuurlijke grondstoffen. Van de energie die het land verbruikt wordt zo'n 97% ingevoerd. Olie en olieproducten maken ongeveer 50% van de totale energie-import uit, gevolgd door steenkool met een aandeel van 30%. In de laatste jaren heeft olie enigszins aan belang verloren door hogere lng-importen. De Taiwan Power Company is verantwoordelijk voor de productie, transport en distributie van elektriciteit. Taipower werd direct na het einde van de Tweede Wereldoorlog op 1 mei 1946 opgericht. Het bedrijf had in 2013 ruim 30.000 MW aan capaciteit opgesteld waarvan zo'n 70% bestond uit olie-, gas- en steenkoolgestookte centrales. Kernenergiecentrales vertegenwoordigden ongeveer een zesde van de capaciteit en het aandeel van hernieuwbare energie was circa 6%. De rest is waterkracht. Er zijn onafhankelijke producenten met eigen elektriciteitscentrales, maar deze leveren hun stroom aan Taipower dat het naar zijn 13 miljoen klanten brengt.
In 2014 produceerde het land 14 miljoen ton olie-equivalent (Mtoe), voor 81% kernenergie (1Mtoe = 11,63 TWh, miljard kilowattuur). Van de 110 Mtoe TPES (total primary energy supply) ging ongeveer 40 Mtoe verloren bij conversie, vooral elektriciteitsopwekking met fossiele en nucleaire brandstof. 21 Mtoe werd gebruikt voor niet-energetische producten zoals smeermiddelen, asfalt en petrochemicaliën. Voor eindgebruikers resteerde 47 Mtoe waarvan 20 Mtoe = 230 TWh elektriciteit. De uitstoot van kooldioxide was 250 megaton, dat is 11 ton per persoon, veel meer dan het wereldgemiddelde van 4,5 ton per persoon.

### Relatie met IMF
In 1980 viel binnen het Internationaal Monetair Fonds (IMF) het besluit om de Volksrepubliek China te erkennen in plaats van de Republiek China (Taiwan). China was in 1945 mede-oprichter van het IMF, maar werd vertegenwoordigd door Taiwan. Taiwan bestuurde alleen het eiland, maar zei het hele land te vertegenwoordigen. De Volksrepubliek China bestuurde het vasteland, maar had de soevereiniteit over Taiwan opgeëist. Volgens de regels van het IMF betrof het besluit van 1980 noch de toelating van een nieuw lid, noch de beëindiging van een bestaand.

## Naslagwerk
- (en)  Statistical yearbook of the Republic of China, 2012

Afghanistan · Armenië · Azerbeidzjan · Bahrein · Bangladesh · Bhutan · Brunei · Cambodja · China · Cyprus · Egypte · Filipijnen · Georgië · India · Indonesië · Irak · Iran · Israël · Japan · Jemen · Jordanië · Kazachstan · Kirgizië · Koeweit · Laos · Libanon · Malediven · Maleisië · Mongolië · Myanmar · Nepal · Noord-Korea · Oezbekistan · Oman · Oost-Timor · Pakistan · Palestina · Qatar · Rusland · Saoedi-Arabië · Singapore · Sri Lanka · Syrië · Tadzjikistan · Taiwan · Thailand · Turkije · Turkmenistan · Verenigde Arabische Emiraten · Vietnam · Zuid-Korea